# John Rous
Pour les articles homonymes, voir Rous (homonymie).
Cet article concerne l'officier de marine et membre du conseil de la Nouvelle-Écosse. Pour l'historien, voir John Rous (historien).
John Rous est né le 21 mai 1702. Il fut corsaire, officier de marine et membre du conseil de la Nouvelle-Écosse. Il mourut à Portsmouth (Angleterre) le 3 avril 1760.